# Voyage (chaîne de télévision)
Pour les articles homonymes, voir Voyage (homonymie).
Voyage est une chaîne de télévision française consacrée à la découverte et à l'évasion à travers les voyages. Détenue par le groupe Fox Networks Group de 2004 à 2019 puis The Walt Disney Company France de 2019 à 2020, la chaîne a pour vocation d’emmener ses téléspectateurs à travers le monde pour leur faire vivre tous les voyages possibles à la rencontre d’autres cultures.
À la suite du rachat par Disney de la Fox Networks Group, la chaîne cesse sa diffusion le 31 décembre 2020,.

## Histoire de la chaîne
Voyage est lancée sur le bouquet Canal Satellite le 31 mai 1996 comme étant la chaîne documentaire de référence en matière de découverte et d'évasion[passage promotionnel]. La chaîne est reprise en mai 1997 par le groupe Pathé qui la cède en septembre 2004 à Fox International Channels.

### Identité visuelle (logo)
En 2006, Voyage change son habillage ainsi que son logo. La chaîne reprend en 2011 son ancien logo de 2000, en modifiant légèrement la typographie.

Logo de Voyage du 31 mai 1996 au 3 septembre 2000
Logo de Voyage du 4 septembre 2000 au 17 septembre 2006
Logo de Voyage du 18 septembre 2006 au 8 mars 2011
Logo de Voyage du 9 mars 2011 au 3 octobre 2016
Logo de Voyage du 4 octobre 2016  au 31 décembre 2020

### Slogans
- « La télé de tous les voyages » (31 mai 1996-4 septembre 2000)
- « Ne partez pas sans voir » (4 septembre 2000-18 septembre 2006)
- « La télé comme point de départ » (18 septembre 2006- 9 mars 2011)
- « Vous partez quand ? » (9 mars 2011-31 décembre 2020)

## Organisation

### Dirigeants
Présidents :
- Michel Crépon : 05/1997-09/2004
- Thierry Schluck : 09/2004-05/2008
- Jesus Perezagua : 05/2008-2009
- Frédéric Chevance, 2009-avril 2015
- Olivier Bramly, depuis avril 2015

Directeurs généraux adjoints et de l’antenne :
- Gérald-Brice Viret : 05/1997-2001
- François Fèvre : 2001-2006
- Sabine Azoulay : 2006 - 03/2008
- Nathalie Pérus : 03/2008- 2010

### Capital
Le capital de Voyage était de 6 200 217 €, détenu par Fox Networks Group depuis septembre 2004, à la suite de la vente de la chaîne par le groupe Pathé qui la détenait depuis mai 1997.

### Siège
Le siège de Voyage occupait l'ancien siège de La Cinq, au 241 boulevard Pereire dans le XVIIe arrondissement de Paris.

## Diffusion
Voyage était disponible en France métropolitaine sur Canal (canal 113), Free (canal 69), Bouygues Telecom (canal 220), Orange (Canal 131) et sur Numericable (Canal 144), à Monaco sur Monaco Telecom, en Belgique sur Be TV, Numericable.be, Belgacom et Télésat, en Suisse sur CANALSAT Suisse et Naxoo, en Martinique et Guadeloupe sur CANALSAT Caraïbes (Intelsat 801 et Intelsat 903), à l’Île de la Réunion sur CANALSAT Réunion (Eutelsat W2), en Nouvelle-Calédonie sur CANALSAT Calédonie (Intelsat 701) et en Afrique subsaharienne sur Canal + Overseas.
Voyage était reçue par plus de 10 millions de foyers abonnés en France métropolitaine.
Voyage était diffusée en haute définition sur Canalsat et Numericable. Depuis le 16 janvier 2014, la chaîne est disponible gratuitement dans le bouquet basique de la Freebox canal 69. Depuis le 2 février 2015, elle était disponible sur la Bbox de Bouygues Telecom dans le bouquet optionnel Bbox Grande Angle sur le canal 220. Elle faisait également partie des bouquets Famille & Famille Max de la TV d'Orange depuis le 5 février 2015 sur le canal 122.

## Programmes
Pendant plus de 20 ans, la chaîne VOYAGE avait pour ambition d'emmener ses téléspectateurs à travers le monde pour leur faire vivre tous les voyages possibles à la rencontre d’autres cultures.
Parmi les programmes phares on retrouve notamment :
- Ne te dégonfle pas : série documentaire réalisée par Mélusine Mallender & Christian Clot
- J'irai dormir chez vous : Série documentaire présentée par Antoine de Maximy.
- Le Monde vu du train : Série documentaire où l'écrivain-voyageur Olivier Weber part traîner sa caméra dans les compartiments et wagons des trains du monde entier.
- Les meilleurs chefs du monde : série documentaire dévoilant les coulisses des cuisines de douze grands chefs étoilés à travers le monde
- Fleur Australe : série documentaire avec le navigateur Philippe Poupon et sa femme Géraldine Danon
- Bienvenue chez Gérard Klein : série documentaire présentée par Gérard Klein qui part à la rencontre des artisans français accompagné d'un invité
- Pilot Guides : émission quotidienne où des guides "pas comme les autres" vous font faire le tour du monde avec un sens aigu de la curiosité !
- Kiran: cuisines d'Afrique : série documentaire suivant le chef Kiran Jethwa dans sa découverte des cuisines d'Afrique de l'Ouest.
- Les bons plans de Jamie Oliver : série documentaire où le chef Jamie Oliver donne quelques astuces pour réduire le coût de son assiette.
- Air Tension : série documentaire qui propose de suivre les pilotes de la Susi-Air qui volent dans des zones considérées comme les plus dangereuses du monde.
- The Hotel Inspector : série documentaire présentée par Alex Polizzi.

## Récompenses - distinctions
- Meilleure chaîne dans la catégorie documentaire aux Hot Bird TV Awards 2003[7].
- Itheme 2000 du meilleur magazine culturel avec « Europuzzle ».